# Gastric Cancer
Gastric Cancer ist eine wissenschaftliche Fachzeitschrift, die vom Springer-Verlag veröffentlicht wird. Die Zeitschrift ist das offizielle Publikationsorgan der International Gastric Cancer Association und der Japanese Gastric Cancer Association und erscheint derzeit mit vier bis fünf Ausgaben im Jahr. Es werden Arbeiten zum Thema Magenkrebs veröffentlicht.
Der Impact Factor lag im Jahr 2015 bei 4,404. Nach der Statistik des ISI Web of Knowledge wird das Journal mit diesem Impact Factor in der Kategorie Gastroenterologie und Hepatologie an 23. Stelle von 76 Zeitschriften und in der Kategorie Onkologie an 49. Stelle von 213 Zeitschriften geführt.